# Sten Lindroth
Sten Hjalmar Lindroth (28 décembre 1914, à Lund - 1er septembre 1980) est un historien suédois de l'apprentissage et des sciences.

## Biographie
Lindroth est né dans la ville universitaire de Lund, dans le sud de la Suède, mais grandit et va à l'école à Göteborg après que son père Hjalmar Lindroth ait été nommé à la chaire des langues nordiques à l'université de Göteborg. Après avoir terminé ses études à Göteborg à Göteborgs högre latinläroverk, il s'inscrit à l'Université d'Uppsala en 1933 et devient finalement l'élève de Johan Nordström, titulaire de la chaire Emilia et Gustaf Carlberg d'histoire des idées et de l'apprentissage, la première du genre à Uppsala. Lindroth achève finalement une thèse monumentale de 500 pages sur l'histoire du paracelsianisme en Suède jusqu'au milieu du XVIIe siècle, soutenue en 1943. Au cours de ses années d'études, il milite également au sein de la Juvenalorden et de la société étudiante libérale Verdandi, dont il est également président.
Il consacre la décennie suivante à une histoire de l'exploitation minière et de la production de cuivre à Stora Kopparberget et à une biographie du physicien et inventeur Christopher Polhem, ainsi qu'à plusieurs publications plus courtes sur divers sujets scientifiques et historiques. En 1957, il succède à Nordström en tant que professeur Carlberg. Ses publications ultérieures comprennent un livre sur l'histoire des débuts de l'Académie royale des sciences de Suède (1967), dont il devient membre en 1966, une histoire de l'apprentissage suédois du Moyen Âge jusqu'à la période gustavienne (le quatrième et dernier volume est laissé inachevé mais complété et édité par son ancien élève Gunnar Eriksson) et un aperçu de l'histoire de l'Université d'Uppsala (1976), publié à l'occasion du 500e anniversaire de l'université.
Sten Lindroth est élu membre de l'Académie suédoise en 1968. Son frère Carl H. Lindroth (en) est un entomologiste réputé.